# The Wild Heart
The Wild Heart é o segundo álbum de estúdio da cantora Stevie Nicks, lançado em 1983.

## Faixas
Todas as faixas escritas por Stevie Nicks, exceto onde anotado.
1. "Wild Heart" – 6:08
2. "If Anyone Falls" (Nicks, Sandy Stewart) – 4:07
3. "Gate and Garden" – 4:05
4. "Enchanted" – 3:05
5. "Nightbird" (Nicks, Stewart) – 4:59
6. "Stand Back" – 4:48
7. "I Will Run to You" (Tom Petty) – 3:21
  - Interpretado por Stevie Nicks & Tom Petty
8. "Nothing Ever Changes" (Nicks, Stewart) – 4:09
9. "Sable on Blond" – 4:13
10. "Beauty and the Beast" – 6:02

## Desempenho nas paradas musicais
| Parada musical (1983)          | Posição |
| ------------------------------ | ------- |
| Estados Unidos - Billboard 200 | 5       |